# Dromia nodosa
Dromia nodosa is een krabbensoort uit de familie van de Dromiidae. De wetenschappelijke naam van de soort is voor het eerst geldig gepubliceerd in 1898 door A. Milne-Edwards & Bouvier.